# Agnopterus laurillardi
Agnopterus laurillardi — викопний вид птахів родини Agnopteridae, який, можливо, належить до ряду Лелекоподібні (Ciconiiformes).